# Harridslev Sogn
 Ikke at forveksle med Harritslev Sogn.
Harridslev Sogn er et sogn i Randers Nordre Provsti (Århus Stift).
I 1800-tallet var Albæk Sogn anneks til Harridslev Sogn. Begge sogne hørte til Støvring Herred i Randers Amt. Harridslev Sogn tilhørte Harridslev-Albæk Kommune fra 1842 til 1970. Kommunen blev ved kommunalreformen i 1970 indlemmet i Nørhald Kommune, som ved strukturreformen i 2007 indgik i Randers Kommune.
I Harridslev Sogn ligger Harridslev Kirke.
I sognet findes følgende autoriserede stednavne:
- Harridslev (bebyggelse, ejerlav)
- Harridslev Vang (bebyggelse)
- Lindbjerg (bebyggelse, ejerlav)
- Lindbjerg Bakke (bebyggelse)
- Lindbjerg Gårde (bebyggelse)
- Lindbjerg Skov (bebyggelse)
- Mejlby (bebyggelse, ejerlav)
- Sletten (bebyggelse)
- Spangen (bebyggelse)
- Sult (bebyggelse)
- Søndervang (bebyggelse)
- Vanggårde (bebyggelse)